# Антоніо Марія Кадоліні
Антоніо Марія Кадоліні (італ. Antonio Maria Cadolini; 10 липня 1771, Анкона, Папська область — 1 серпня 1851, там само) — італійський кардинал, варнавіт. Єпископ Чезени з 19 квітня 1822 року по 12 лютого 1838 року. Єпископ-архієпископ Анкони та Умани з 12 лютого 1838 року по 1 серпня 1851 року.